# Ancienne église Saint-Denys de Coulommiers
L'ancienne église Saint-Denys était un lieu de culte catholique de la ville de Coulommiers, dans le département de Seine-et-Marne et le diocèse de Meaux. Successivement église collégiale puis paroissiale, elle répond aux besoins du culte durant plusieurs siècles mais est finalement considérée comme trop petite et surtout trop vétuste au début du XVIe siècle.
Le 7 décembre 1516, l'effondrement partiel des voûtes du chœur décide les autorités ecclésiastiques à entamer de profondes modifications de sa structure. Le clocher, couvert jusqu'alors d'une simple flèche en bois, est surhaussé d'un étage. Le poids de la tour sur les piliers va dès lors commencer à faire fléchir le clocher, qui lentement mais inexorablement va se mettre à pencher dangereusement.
En 1882, la municipalité décide d'abattre la partie supérieure du clocher, dont des pierres se détachaient régulièrement, faisant craindre pour la sécurité des passants, des habitants du voisinage autant que des fidèles. Le reste de l'édifice n'étant guère en meilleur état, la construction d'une nouvelle église (Saint-Denys-Sainte-Foy) est décidée à l'emplacement de l'ancien cimetière et confiée à Émile Brunet, Architecte en chef des Monuments historiques. La consécration de la nouvelle église le 16 juillet 1911 scelle le destin de l'antique sanctuaire, désaffecté puis menacé de démolition pour des raisons financières.
Malgré la mobilisation d'une partie des habitants et du comité des Monuments historiques, la décision de détruire l'ancienne église est finalement votée par le conseil municipal. Les travaux de démolition débutent en 1968. Quelques vestiges (chapiteaux, statues) sauvés in extremis par des particuliers sont conservés à la Commanderie des Templiers de Coulommiers et au musée municipal des Capucins.

## Historique
La date de construction de l'église Saint-Denys a longtemps fait débat. Pierre-Nicolas Hébert (au XVIIIe siècle) ou Anatole Dauvergne (au XIXe siècle) supposent une construction dans le courant du XIe siècle (1080 environ), tandis que Martial Cordier et Ernest Dessaint (aux XIXe et XXe siècles) penchent pour une date plus tardive (1220 environ). La découverte de sépultures et de chapiteaux mérovingiens pris dans la maçonnerie du chœur au moment de sa démolition en 1968 laissent cependant supposer une construction beaucoup plus ancienne que ce qui était admis jusqu'alors.
Toujours est-il que la présence d'une église placée sous l'invocation de Saint-Denys (Denis) est attestée dans plusieurs chartes du XIIe siècle. La plus ancienne, la charte d'Adèle, fille de Guillaume le Conquérant (datée du 3 juillet 1107 ) mentionne ainsi explicitement « mes chapelains en l'église Saint-Denys ». En 1136, un certain Uldric est signalé comme « presbyter de Columbariis » (prêtre de Coulommiers). La tradition rapporte la consécration d'une extension de l'église Saint-Denys par Thomas Becket durant son exil en France.
Une importante campagne de reconstruction intervient néanmoins aux alentours des années 1220, période au cours de laquelle l'édifice acquiert des caractéristiques proprement gothiques, notamment dans sa partie orientale (abside à cinq pans percée de larges baies ogivales).
Au début du XVIe siècle, l'église Saint-Denys apparaît à la fois comme trop petite et trop vétuste pour répondre aux besoins du culte. L'effondrement d'une partie des voûtes du chœur le 7 décembre 1516 finit de convaincre les plus réticents et une collecte de fonds permet non seulement la restauration des voûtes, mais également l'agrandissement de la nef et des bas-côtés — qui se voient doublés de chapelles latérales — la réfection de la façade et le surhaussement du clocher.
La pression supplémentaire apportée sur les piliers va peu à peu rendre la structure de plus en plus instable. Dès 1662, les archives du duc de Chevreuse montrent « qu'il y a plusieurs réparations à faire à l'église de Saint-Denys qui sont très considérables, entr'autres que la tour (...) est en éminent péril, à quoy il est nécessaire de remédier promptement... ». En 1663, le procureur Urbain Le Roy doit aller jusqu'à faire fermer les portes de l'église « dans la crainte qu'il n'arrivât quelqu'accident ».
Des réparations sommaires permettent de rendre l'église au culte, sans pour autant résoudre le fond du problème. En 1723, une heure avant le début des vêpres, les voûtes du chœur s'effondrent de nouveau. Des tirants en fer sont placés dans la nef afin d'éviter l'écartement des murs, tandis que le clocher, penchant toujours plus dangereusement, est consolidé en 1764.
En 1790-1791 la municipalité de Coulommiers envisage de l'utiliser comme tribunal de district.
En 1791, en pleine effervescence révolutionnaire, un décret ordonnant la « destruction des marques de royauté et de féodalité » se traduit par la destruction systématique de toute représentation évoquant l'ordre ancien. Sous le strict contrôle de deux commissaires du district, des tableaux sont purement et simplement « découpés » pour en expurger blasons ou couronnes ; un crucifix orné de fleurs de lys est scié ; certains vitraux sont ôtés ; enfin, les blasons peints ou sculptés sont effacés ou martelés.

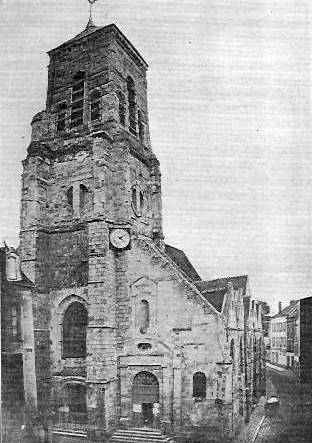
L'église Saint-Denys en 1880 (avec son clocher)

L'année suivante, les cloches sont descendues pour être fondues et servir de canon. 1793, on célèbre en grande pompe le culte de la « Déesse Raison » à grand renfort de chants patriotiques psalmodiés par une femme vêtue à l'antique, Blanche Chéron. Après la chute de Robespierre, l'église est de nouveau fermée et ne rouvre ses portes qu'à partir du 1er juillet 1795.
Le rétablissement de l'église dans ses fonctions ne règle cependant en rien les problèmes d'instabilité de l'édifice, dont l'état de délabrement ne cesse de s'accentuer. En 1854, puis 1856, des architectes mandatés par le maire ne peuvent que constater la nécessité d'intervenir, ayant constaté « un tassement progressif sur les voûtes de l'église ». En 1870, en pleine guerre franco-prussienne, l'église est réquisitionnée afin de loger des prisonniers de guerre français.
L'état du clocher devenant de plus en plus préoccupant, la municipalité décide de faire démolir sa partie supérieure, qui menaçait de s'effondrer. En 1882, il est arasé sur dix mètres « de peur d'une catastrophe » et remplacé par une toiture en ardoise couronnée d'un clocheton.
Un legs permet à la municipalité de faire bâtir une nouvelle église placée sous la double invocation de Saint-Denis et Sainte-Foy (les derniers vestiges de l'église prieurale Sainte-Foy ayant été détruits quelques années auparavant). L'inauguration de ce nouveau sanctuaire intervient en 1911. La même année, l'église Saint-Denys est déclarée insalubre et désaffectée.
Outre une châsse contenant des reliques de sainte Foy, plusieurs vitraux, les cloches et les grandes-orgues sont transférées dans la nouvelle église. On transporte également la pierre tombale de Messire Thibault de Pontmoulin et de Dame Jeanne de Mardeilli, décédés respectivement en 1325 et 1329.
La question de l'entretien, sinon de la restauration de l'ancienne église agite les séances du conseil municipal durant plusieurs décennies. Malgré la mobilisation d'une partie des habitants et l'intervention du comité des Monuments historiques, il est décidé de détruite l'église en 1968.

## Description
« Moi j'aime Coulommiers, j'aime sa vieille église, qui rappelait jadis la tour de Pise, tant penchait son clocher. »

— Ernest Dessaint, Quelques rimes, Imprimerie Ernest Dessaint, 1925
En dépit de nombreux remaniements au cours des siècles, une grande partie de l'église conservait les dispositions architecturales propres au premier âge gothique. Son plan initial comprenait une nef principale de quatre travées bordée de bas-côtés, se poursuivant par un chœur de deux travées dépourvu de déambulatoire et une abside à cinq pans. À l'exception de la nef, couverte d'une voûte en bois (peinte au XIXe siècle), l'ensemble était couvert de croisées d'ogives. En avant de la façade, le clocher-porche primitif était couvert d'une simple flèche en bois, sans doute couverte d'ardoises, comme d'autres églises de la région. En 1425, plusieurs piliers de la nef sont entièrement refaits.

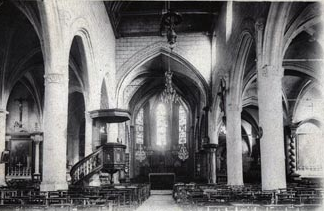
L'intérieur de l'église Saint-Denys en 1910

Une grande campagne d'agrandissement est menée par étapes de 1516 à 1571. Durant cette période, les voûtes sont refaites une première fois, tandis qu'une série de chapelles latérales vient se greffer à la structure initiale, le long des bas-côtés. Chacune était dédiée à une ou plusieurs confréries : Saint-Louis pour les gens de justice et les perruquiers, Saint-Michel pour les commerçants, Saint-Denys pour les tanneurs (corporation très présente à Coulommiers), Saint-Crespin pour les cordonniers et les sabotiers, Saint-André pour les bouchers, Saint-Vincent pour les vignerons, Saint-Fiacre pour les jardiniers, Sainte-Barbe pour les « tysserans » (tisserands), Saint-Éloi pour les forgerons. La nef est prolongée vers l'ouest et la façade refaite de manière à englober le clocher.
Le clocher est surhaussé à partir de 1553, les travaux s'achevant en 1571 (ces deux dates étaient inscrites, l'une à l'angle nord-est, l'autre sur la face est). On utilise pour se faire du grès provenant de Saints et de la pierre meulière de Varreddes.
Le mobilier, qui datait en partie du XIXe siècle, comprenait une chaire en bois ouvragé, un maître-autel en pierre et des tableaux dépeignant la vie de saint Denis, sainte Foy et saint Fiacre.
La longueur totale de l'édifice était de 34 mètres depuis le porche d'entrée jusqu'à l'extrémité de l'abside et de 18 mètres dans sa plus grande largeur. Avant son découronnement en 1882, le clocher était haut de 37 mètres 50. Il atteignait encore 27 mètres après la démolition de la chambre des cloches.
Jusqu'à la période révolutionnaire, l'église comptait six cloches — toutes refondues en 1789 : Anne-Denise (3269 livres), Eugène-Octavie (2456 livres), Marie (1806 livres), Denise (1506 livres), Hilaire (1301 livres) et Louise (781 livres).